# سیول وسکس
سیول (به انگلیسی: Ceol) شاه ساکسون غربی (وسکس) بود. او پسر کوتا، برادر سیولین، شاه وقت وسکس بود که پس ازپیروزی بر عموی خود در وادنسبورگ (ویلتشر) در ۵۹۲ به مدت ۵ سال قدرت را در دست گرفت. او در ۵۹۷ درگذشت و برادرش سیولولف جانشین او شد.